# Maciej Kuc
Maciej Kuc (ur. 19 listopada 1983 w Kielcach) – polski dziennikarz, od stycznia 2015 do listopada 2016 redaktor naczelny miesięcznika CD-Action.
Ukończył dziennikarstwo i komunikację społeczną na Uniwersytecie Wrocławskim.
Był zastępcą redaktora naczelnego pisma Click!. Twórca magazynu Action Mag. Publikuje pod pseudonimem MQc, a wcześniej Qn`ik.
Przez serwis polygamia.pl wybrany w 2008 do 13 najbardziej wpływowych dziennikarzy branżowych.